# Sporazum treh črnih orlov
Sporazum treh črnih orlov ali Berlinski sporazum je bil tajni sporazum, podpisan septembra ali decembra 1732 med Avstrijskim cesarstvom, Ruskim carstvom in Kraljevino Prusijo.
Sporazum je določal skupno politiko treh sil glede nasledstva poljskega prestola v luči pričakovane smrti poljskega kralja in saškega volilnega kneza Avgusta II. Močnega iz rodbine Wettin in poljskih običajev volitev novega kralja. Sporazum je nameraval izločiti kandidaturi Avgustovega sina Friderika Avgusta in Stanislava Leščinskega, ki je že bil poljski kralj od leta 1704 do 1709.
Ko je bil Stanislav Leščinski tik pred svojo drugo izvolitvijo, sta Avstrija in Rusija 19. avgusta 1733 sklenili Löwenwoldejev sporazum v podporo Frideriku Avgustu. Friderik Avgust je bil izvoljen za poljskega kralja Avgusta III., Leščinski pa je moral zapustiti Poljsko.

## Ime
Ime sporazuma izhaja iz dejstva, da so imele vse tri podpisnice v svojih državnih grbih črnega orla v nasprotju s poljskim belim orlom.  Sporazum je znan tudi kot Berlinski sporazum, ker ga je Prusija podpisala v Berlinu 13. decembra 1732. Rusija in Avstrija sta ga podpisali že 13. septembra.

## Določbe
Podpisnice so se dogovorile, da bodo nasprotovale še enemu kandidatu iz hiše Wettin ter kandidaturi profrancoskega Poljaka Stanislava Leščinskega, tasta francoskega kralja Ludvika XV. Namesto tega so se odločile podpreti princa Manuela, grofa Ouréma in brata portugalskega kralja, ali člana rodbine Pjastov.
Sporazum treh črnih orlov je imel več ciljev. Nobena od treh strani ni resno podprla princa Manuela, vse pa so se strinjale, da je njihov največji interes, da njihova soseda Republika obeh narodov ne izpelje nobene reforme, ki bi jo utrdila. Za kralja bi torej moral biti izvoljen nekdo, ki bi bil naklonjen vsem trem podpisnicam. Avstrija in Rusija sta poleg očitnega povečevanja vpliva treh sil nad Republiko želeli tudi diskretno zmanjšati možnost francosko-prusko-saškega zavezništva. Prusiji sta zato obljubili podporo njenim  interesom v Kurlandiji (zdaj južna in zahodna Latvija).

## Löwenwoldejev sporazum
Politične razmere so se hitro spremenile in Sporazum treh črnih orlov je bil kmalu po podpisu razveljavljen. S smrtjo Avgusta II. 1. februarja 1733 sta se Avstrija in Rusija distancirali od prejšnjega sporazuma, ki ga tudi sicer ruska carica ni nikoli ratificirala. Njun glavni cilj, prekinitev francosko-saško-pruskega zavezništva, je bil dosežen, zato sta si prizadevali zagotoviti podporo različnih poljskih in saških frakcij. Rusija in Avstrija sta zato 19. avgusta 1733 sklenili Löwenwoldejev sporazum s Saško v osebi novega volilnega kneza Friderika Avgusta II. Saškega. Sporazum  je dobil ime po Rusu Karlu Gustavu von Löwenwoldeju, enem od glavnih diplomatov, ki so sodelovali v pogajanjih.
Določbe Löwenwoldejevega sporazuma so bile jasne. Rusija bi zagotovila vojake, ki bi zagotovili izvolitev in kronanje Friderika Avgusta, Friderik Avgust pa bi kot poljski kralj priznal Ano Ivanovno za carico Rusije, se odpovedal poljskim zahtevam po Livoniji in ne bi nasprotival ruskim interesom v Kurlandiji. Avstrija je dobila obljubo, da se bo Friderik Avgust kot kralj odpovedal kakršnim koli zahtevam po avstrijskem nasledstvu in spoštoval Pragmatično sankcijo iz leta 1713.

## Posledice
Prusija je dovolila francoskemu kandidatu Leščinskemu varen prehod preko svojega ozemlja in še naprej nasprotovala izvolitvi Friderika Avgusta. Avstrija in Rusija sta zatem javno razglasili, da Leščinskega, če bo izvoljen, ne bosta priznali. Zasedanje poljsko-litivske volilne skupščine v Woli se je nadaljevalo in začasni kralj, primas Potocki, je 12. septembra 1733 objavil izvolitev Leščinskega za novega kralja. Diplomatske obljube in prihod ruskih vojakov pred Varšavo 20. septembra so povzročili, da se je  skupina, ki so jo vodili veliki kancler Litve Mihael Wisniowiecki, guverner Krakova Teodor Lubomirski, škof Poznana Stanislav Józef Hozjusz in krakovski škof  Jan Aleksander Lipski umaknila v drugo predmestje Varšave, kjer so se pod zaščito ruskih čet opravile nove volitve. Za novega kralja je bil izvoljen Friderik Avgust II. Saški, ki je ostal poljski kralj Avgust III.
Vmešavanje različnih tujih sil v poljske volitve je privedlo do vojne za poljsko nasledstvo (1733–1738) med Avgustom III. in njegovima zaveznikoma Avstrijo in Rusijo, in podporniki Leščinskega, povezanega s Francijo. Prusija je v vojno nerada poslala 10.000 vojakov. Z Dunajskim  sporazumom  iz leta 1738, ki je formalno končal vojno, se je Leščinski odpovedal zahtevi po poljskem prestolu in za  nadomestilo postal vojvoda Lorene.

## Orli
- Grb Ruskega carstva
- Osebni grb cesarja Jožefa II. Avstrijskega
- Črni ortel Prusije
- Grb poljsko-litovske Republike obeh narodov s poljskim belim orlom